# The Prom
The Prom es el vigésimo episodio de la tercera temporada de Buffy the Vampire Slayer.

## Argumento
Buffy (Sarah Michelle Gellar) despierta junto a Ángel (David Boreanaz) en la cama de la Mansión. Le habla de llevar algunas cosas para pasar la noche y menciona el baile de la graduación. Cuando abre las cortinas, un rayo de sol casi alcanza a Ángel antes de que este se deslice fuera de la cama.
En el instituto, Anya (Emma Caufield) invita a Xander (Nicholas Brendon) al baile y más tarde Joyce (Kristine Sutherland) visita a Ángel en la Mansión. Está preocupada por su relación con Buffy, le habla de la edad de su hija y de las dificultades de su relación. Él tiene que tomar una decisión aunque sea dolorosa.
En la biblioteca tratan de determinar en qué clase de demonio se convertirá el alcalde. Giles (Anthony Head) y Wesley (Alexis Denisof) están ayudando con el baile y Buffy dice que quizás sea la última noche de diversión de la que puedan disfrutar. Mientras, Ángel tiene un sueño: Buffy y él se casan en una iglesia. Cuando están saliendo Ángel se asusta de la luz pero es Buffy la que acaba siendo quemada por el sol. Inquieto por el sueño y por la visita a Joyce, le dice a Buffy que tienen que hablar. Ángel acaba rompiendo con Buffy: dejará Sunnydale si sobreviven a la Ascensión.
Xander descubre que Cordelia (Charisma Carpenter) está trabajando en una tienda. Ella le cuenta que su familia tiene problemas económicos y que no podrá ir a la universidad, pero son interrumpidos cuando una bestia entra en la tienda y ataca a un chico vestido de etiqueta. En la biblioteca descubren que un chico, Tucker Wells (Brad Kane), al parecer ha planeado arruinar la noche del baile enviando a unos demonios para que ataquen a los estudiantes que van vestidos para el baile. Buffy está decidida a que nadie arruine esa noche. Visita la carnicería en busca de pistas y se encuentra con Ángel. Mantienen una pequeña conversación. Buffy quiere que todos disfruten de la fiesta, así que se encargará de los demonios. Le dice a Giles que Ángel va a dejar la ciudad.
Cuando Buffy encuentra a Tucker lo encierra, pero algunas bestias van camino del baile. Después de acabar con ellas, se cambia y va al baile. Cordelia llama la atención de Wesley y Anya le habla a Xander de su pasado. Oz (Seth Green) y Willow disfrutan de su velada. Buffy acaba recibiendo uno de los premios, el de Protectora de la Clase. En eso, Ángel aparece vestido de etiqueta. Nada cambiará la decisión que ha tomado, pero ambos disfrutan de esos instantes juntos bailando.

## Reparto

### Personajes principales
- Sarah Michelle Gellar como Buffy Summers.
- Nicholas Brendon como Xander Harris.
- Alyson Hannigan como Willow Rosenberg.
- Charisma Carpenter como Cordelia Chase.
- David Boreanaz como Angelus.
- Seth Green como Oz.
- Anthony Stewart Head como Rupert Giles.

### Apariciones especiales
- Kristine Sutherland como Joyce Summers.
- Alexis Denisof como Wesley Wyndam-Pryce.
- Brad Kane como Tucker Wells.
- Emma Caulfield como Anya.

### Co-starring
- Danny Strong como Jonathan Levinson.
- Andrea Baker como Vendedora.
- Bonita Friedericy como Mrs. Finkle
- Mike Kimmel como Harv.
- Tove Kingsbury como chico de tuxedo.
- Michael Zlabinger como Estudiante al micrófono.
- Damien Eckhardt como Jack Mayhew.
- Monica Serene Garnich como Chica guapa.
- Joe Howard como Sacerdote.
- Stephanie Denise Griffin como chica de tuxedo.

## Producción

### Música
- Christophe Beck - «Class Protector»
- Christophe Beck - «Deadly Beloved»
- Christophe Beck - «The Beginning of the End»
- Cracker - «The Good Life»
- Fatboy Slim - «Praise You»
- Kool & The Gang - «Celebration»
- Prince - «1999»
- Sister Sledge - «We Are Family»
- The Lassie Foundation - «El Rey»
- The Sundays - «Wild Horses»